# Joannette Kruger
Joannette Kruger (Johannesburg, 3 settembre 1973) è un'ex tennista sudafricana.

## Carriera
A livello juniores ha ottenuto come miglior risultato i quarti di finale agli US Open 1991, sconfitta da Elizabeth Berris.
Tra le professioniste è riuscita a vincere due titoli in singolare e uno in doppio con Francesca Schiavone. Ha raggiunto la ventunesima posizione in classifica nel maggio 1998, dopo i buoni piazzamenti ottenuti a Wimbledon 97, US Open 97 e Australian Open 1998.

## Statistiche

### Risultati in progressione
| Sigla | Risultato               |
| ----- | ----------------------- |
| V     | Vincitore               |
| F     | Finalista               |
| SF    | Semifinalista           |
| O     | Oro olimpico            |
| A     | Argento olimpico        |
| SF    | Bronzo olimpico         |
| QF    | Quarti di Finale        |
| 4T    | Quarto turno            |
| 3T    | Terzo turno             |
| 2T    | Secondo turno           |
| 1T    | Primo turno             |
| RR    | Round Robin             |
| LQ    | Turno di qualificazione |
| A     | Assente                 |
| ND    | Non disputato           |

| Legenda superfici    |
| -------------------- |
| Cemento              |
| Terra battuta        |
| Erba                 |
| Superficie variabile |

#### Singolare nei tornei del Grande Slam
| Torneo          | 1993 | 1994 | 1995 | 1996 | 1997 | 1998 | 1999 | 2000 | 2001 | 2002 | 2003 |
| --------------- | ---- | ---- | ---- | ---- | ---- | ---- | ---- | ---- | ---- | ---- | ---- |
| Australian Open | 1T   | 1T   | 2T   | 2T   | 2T   | 3T   | A    | A    | 1T   | 1T   | A    |
| Open di Francia | 1T   | 3T   | 2T   | A    | 1T   | 2T   | 1T   | 1T   | 2T   | A    | 1T   |
| Wimbledon       | 1T   | 1T   | 1T   | 1T   | 2T   | 1T   | 1T   | 1T   | 1T   | A    | A    |
| US Open         | A    | 1T   | 2T   | 1T   | 4T   | 2T   | A    | 1T   | 1T   | A    | A    |

#### Doppio nei tornei del Grande Slam
| Torneo          | 1993 | 1994 | 1995 | 1996 | 1997 | 1998 | 1999 | 2000 | 2001 | 2002 | 2003 |
| --------------- | ---- | ---- | ---- | ---- | ---- | ---- | ---- | ---- | ---- | ---- | ---- |
| Australian Open | A    | A    | 2T   | 1T   | A    | A    | A    | A    | A    | 1T   | A    |
| Open di Francia | A    | A    | 2T   | A    | A    | A    | A    | A    | A    | A    | A    |
| Wimbledon       | A    | A    | 1T   | A    | A    | A    | A    | A    | A    | A    | A    |
| US Open         | A    | 1T   | 1T   | 1T   | A    | A    | A    | A    | 1T   | A    | 1T   |

#### Doppio misto nei tornei del Grande Slam
Nessuna partecipazione

## Vittorie contro giocatrici Top 10
| Stagione | 1995 | 1996 | 1997 | 1998 | 1999 | 2000 | Totale |
| Vittorie | 2    | 0    | 0    | 2    | 0    | 1    | 5      |

| #    | Giocatrice        | Ranking | Evento                             | Superficie    | Turno | Punteggio     | Rank. JKR |
| ---- | ----------------- | ------- | ---------------------------------- | ------------- | ----- | ------------- | --------- |
| 1995 |                   |         |                                    |               |       |               |           |
| 1.   | Anke Huber        | 10      | Internazionali d'Italia, Roma      | Terra rossa   | 3T    | 6-4, 7-6(3)   | 49        |
| 2.   | Lindsay Davenport | 9       | Sparkassen Cup, Lipsia             | Sintetico (i) | 2T    | 4-6, 6-4, 6-2 | 37        |
| 1998 |                   |         |                                    |               |       |               |           |
| 3.   | Amanda Coetzer    | 5       | State Farm Evert Cup, Indian Wells | Cemento       | 4T    | 2-6, 6-4, 6-4 | 25        |
| 4.   | Irina Spîrlea     | 10      | Toshiba Classic, San Diego         | Cemento       | 1T    | 3-6, 6-2, 6-4 | 26        |
| 2000 |                   |         |                                    |               |       |               |           |
| 5.   | Nathalie Tauziat  | 5       | WTA German Open, Berlino           | Terra rossa   | 2T    | 6-2, 6-0      | 90        |